# Sełanowci
Sełanowci (bułg. Селановци) – wieś w Bułgarii, w obwodzie Wraca, w gminie Orjachowo. Według danych szacunkowych Ujednoliconego Systemu Ewidencji Ludności oraz Usług Administracyjnych dla Ludności, 15 czerwca 2020 roku miejscowość liczyła 3 381 mieszkańców.

## Osoby związane z miejscowością

### Urodzeni
- Siłwija Rusinowa (1962) – bułgarska aktorka
- Andrej Braczanski (1915–1990) – bułgarski kompozytor, dyrygent